# Aleixo Abreu
Aleixo Abreu, piloto português, nasceu no século XVI. Irmão mais novo do Senhor da Casa dos Abreus da Covilhã.
Foi o piloto português que capitaneou uma nau da armada de Manuel de Lacerda que, em 1527, viajou de Portugal à Índia. Esteve em Diu com D. Álvaro de Castro, que lhe confiaria uma missão junto de D. João de Castro, vice-rei da Índia.
Na pendência do cerco de Diu, conseguiu, graças ao seu engenho e ousadia, furar a frota otomana do cerco,na caravela que capitaneava. Esta façanha foi tida na época como um dos feitos fulcrais para a lograr a vitória final.
Ao regressar a Diu, para defesa da praça da cidade dos invasores, ficou ferido em combate.
Em 1547, capitaneou uma das fustas da armada constituída por D. João de Castro para ir ao porto da cidade de Baroche, na costa da Cambaia, a qual fora tomada de assalto no início desse ano, por D. Diogo de Meneses.